# 平壤钟
平壤钟（韓語：평양종）悬挂在平壤大同门旁的钟楼内，高度3.1米，直徑1.6米，重量爲12.914噸。平壤钟是朝鲜王朝时期的平壤城报时钟，於每日凌晨4點敲響作爲打開平壤各城門的訊號，每日22點敲響作爲關閉平壤各城門的訊號。若平壤城內發生重要事件，亦會透過敲響平壤鐘進行告知。平壤鐘最初悬挂在大同门门楼上，1714年（肃宗40年）平壤北城建成后移至北城东北部的将台上，後钟在火災中被烧损，1726年重造。現為朝鮮國寶文化遺產第23號。
北韓政府將平壤鐘稱爲「平壤的名物」，並表示金日成曾指示於1946年首日敲響平壤鐘昭告朝鮮民族在朝鮮日據時期結束後迎來的解放與復興，亦稱平壤鐘在朝鮮勞動黨的遺產保護政策下已得到妥善的保存與管理。